# Monti Altaj

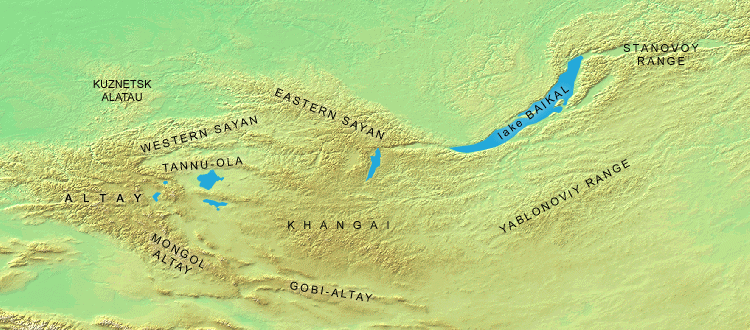
I monti Altaj, Saiani e Hangaj

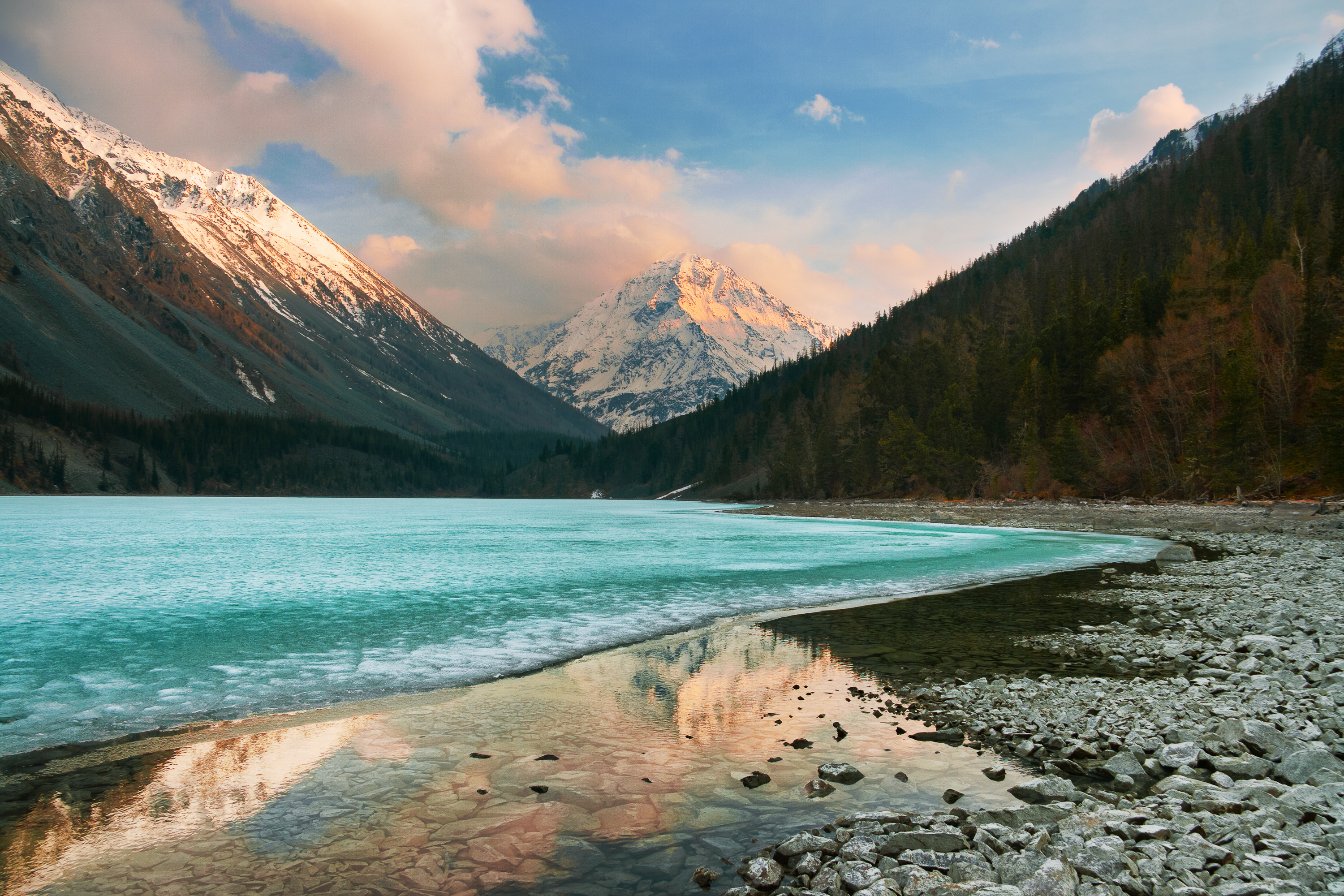
Il lago Kučerla, sugli Altaj

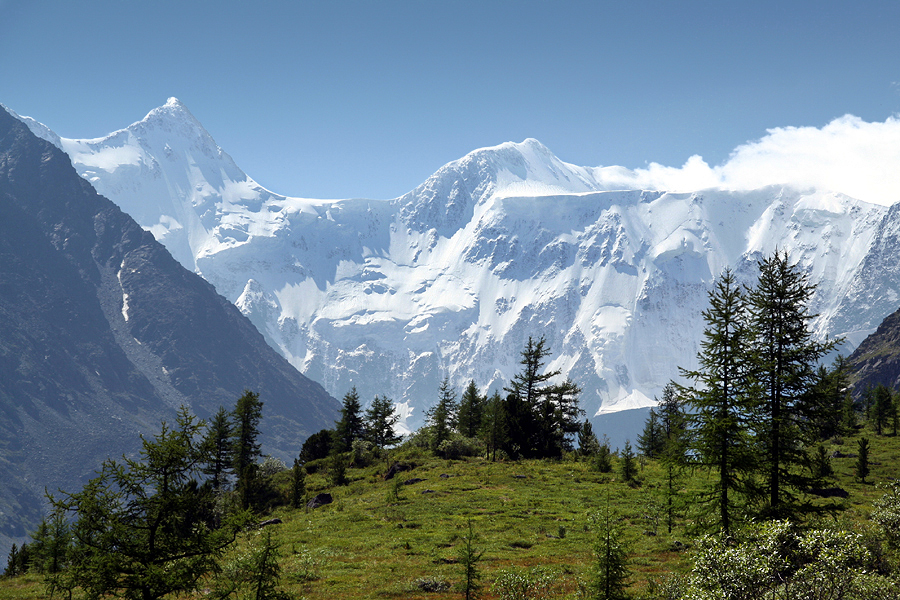
Il monte Belucha

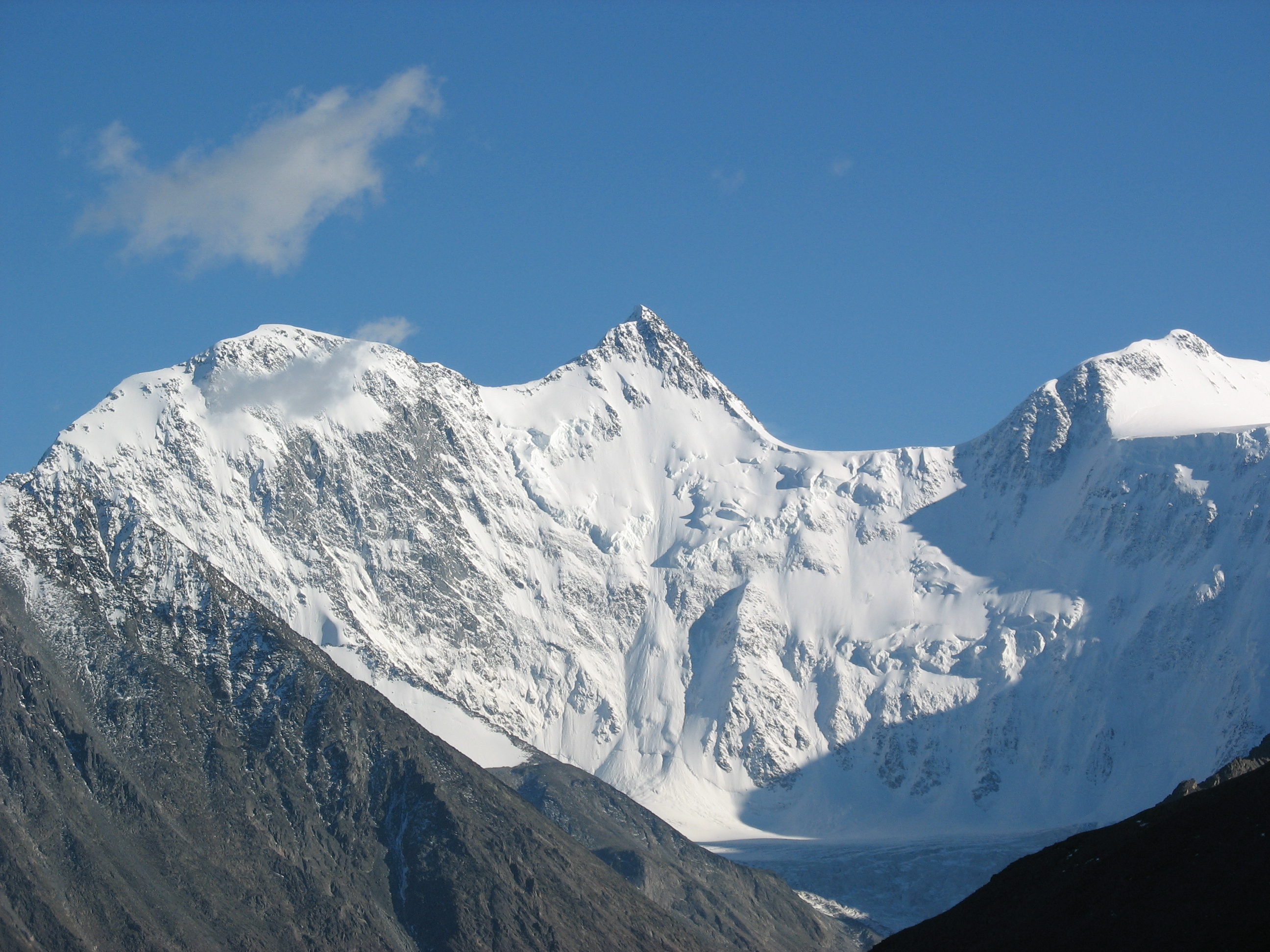
Il Belucha, vetta più alta degli Altaj e dell'intera Siberia

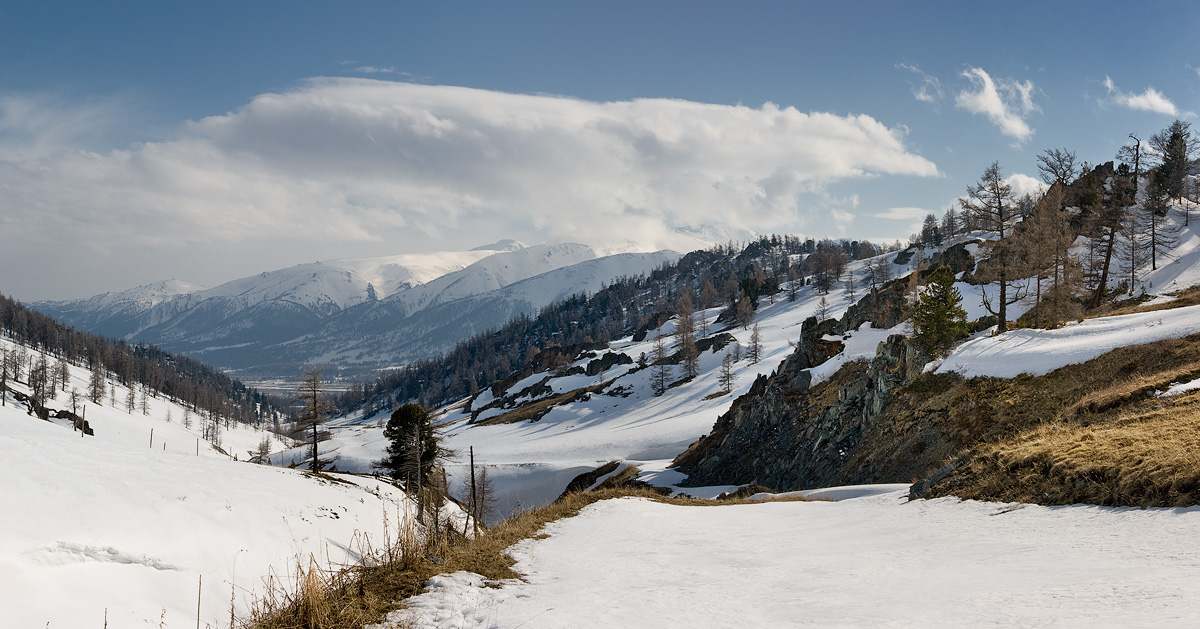
I monti Altaj nel Kazakistan.

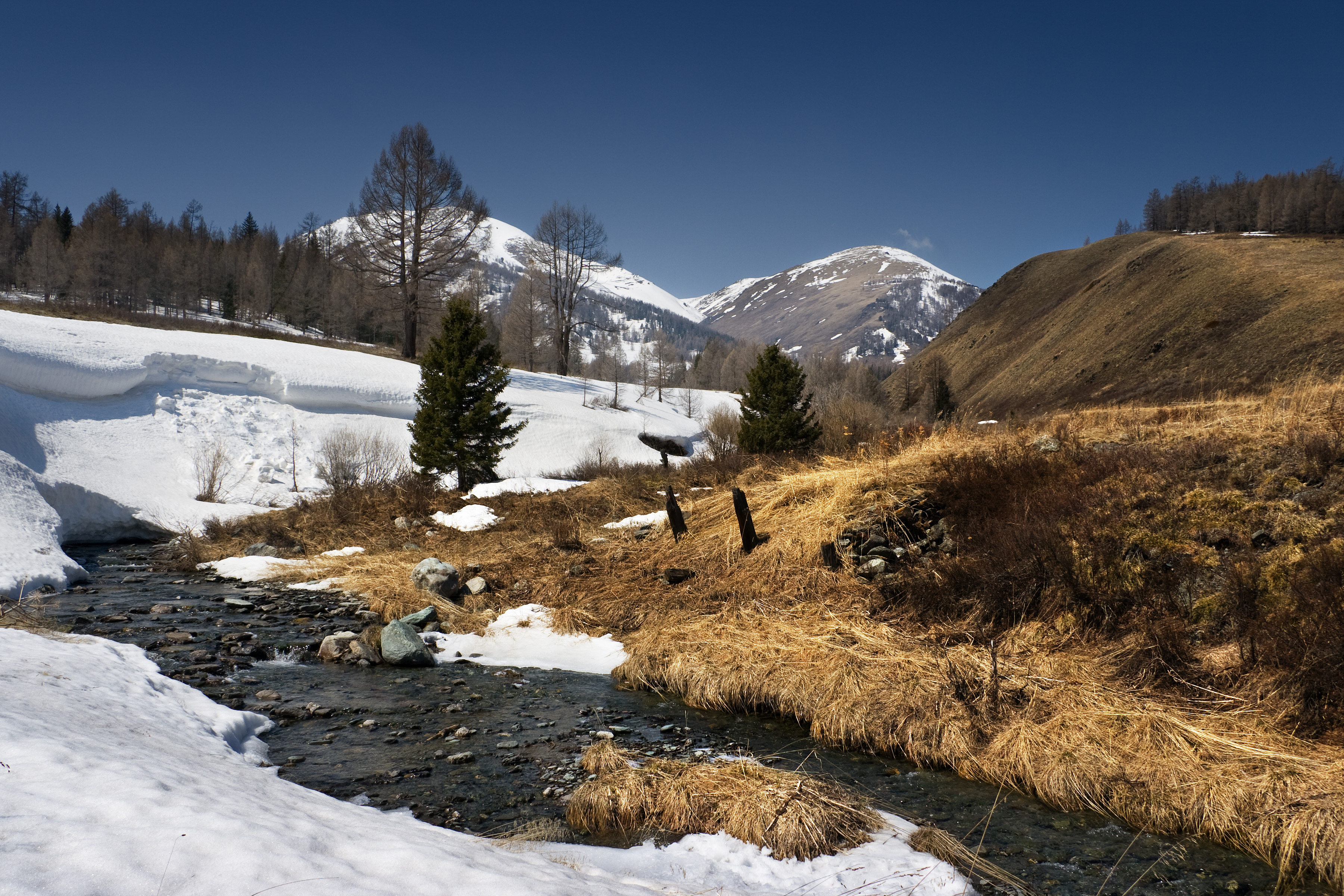
La riserva di Markakol (Kazakistan).

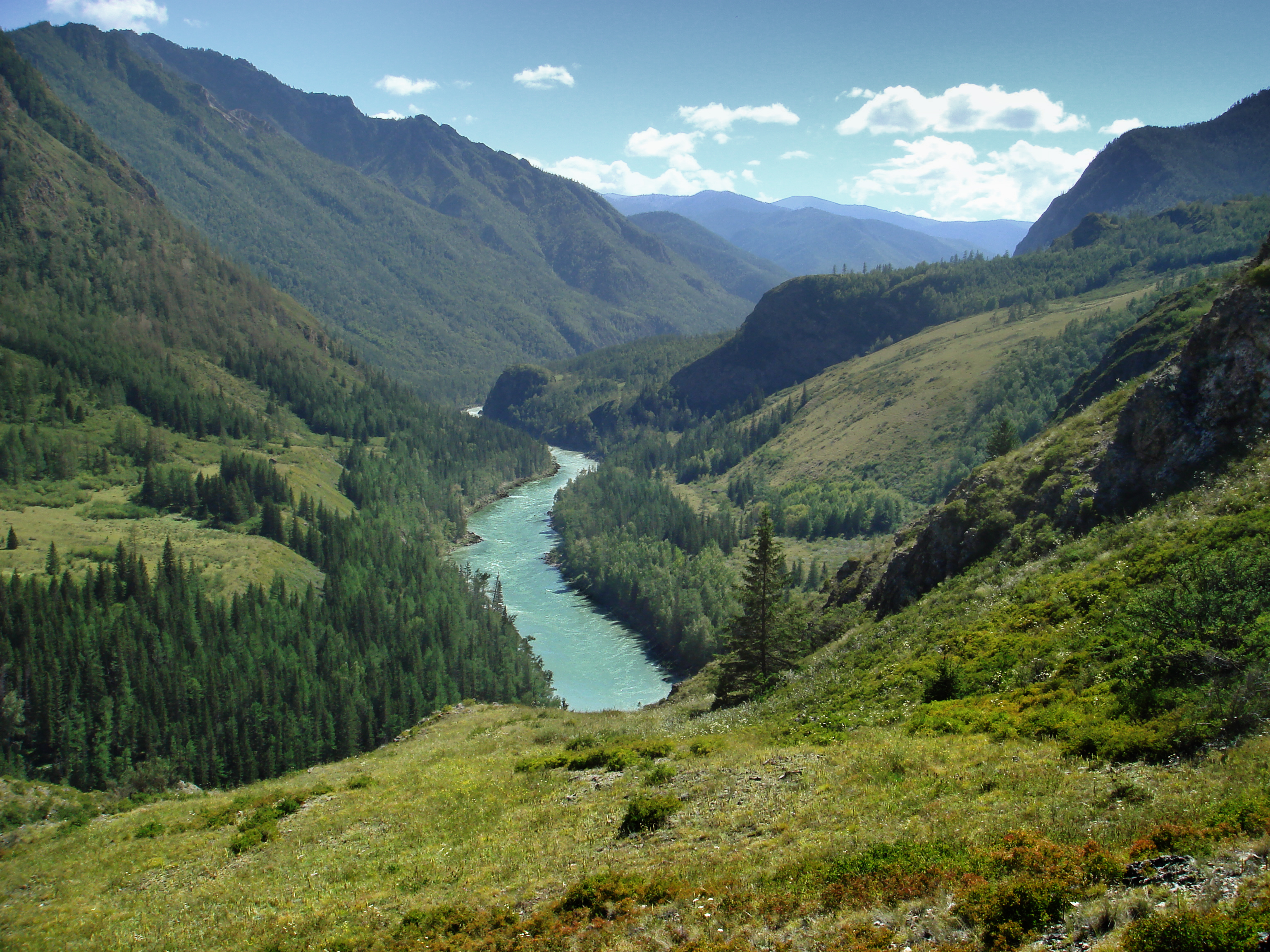
Il fiume Katun'.

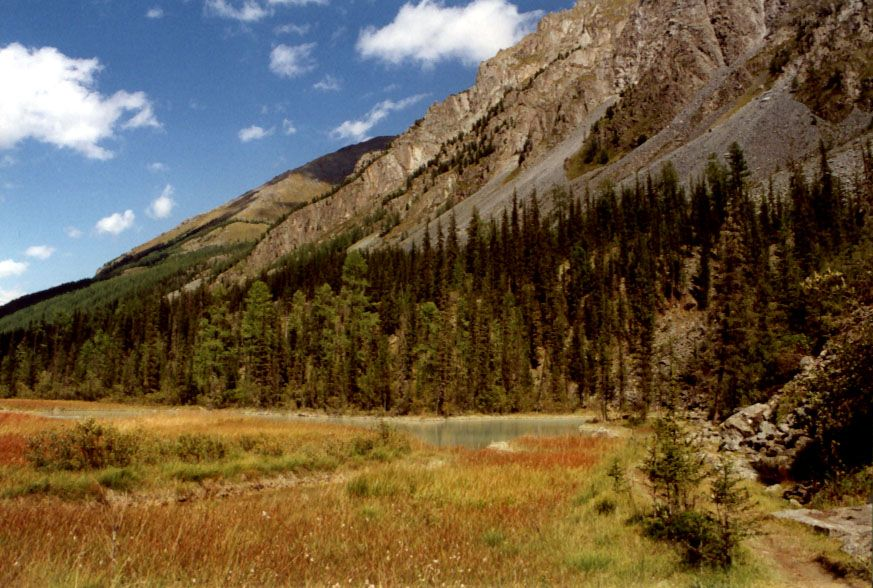
La valle del Kučerla.

I monti Altaj o monti Altai (in russo Алтайские горы?, Altajske gory, o semplicemente Алтай, Altaj; in mongolo: Алтайн нуруу, Altajn Nuruu; in cinese: 阿爾泰山脈T, 阿尔泰山脉S, Ā'ěrtài shānmàiP; in kazako Алтай таулары?, Altai taulary) sono un complesso sistema montuoso dell'Asia che si estende per circa 2000 km in direzione sud-est/nord-ovest dal deserto del Gobi al bassopiano della Siberia occidentale, attraverso Cina, Mongolia, Russia e Kazakistan. Questa frastagliata catena montuosa deve il nome al termine turco-mongolo altan, che significa «dorato».
Il sistema viene suddiviso in tre zone principali: l'Altaj propriamente detto (noto in passato come Altaj Sovietico o Grande Altaj), l'Altai della Mongolia e l'Altaj del Gobi. Un monte dell'Altaj propriamente detto, il Belucha – che culmina a 4506 m – è la vetta più alta della catena. In passato queste montagne erano remote e scarsamente popolate, ma nel XX secolo esse si sono aperte a un estensivo sfruttamento minerario e gli antichi stili di vita delle popolazioni locali sono stati rapidamente trasformati.
Da questa catena montuosa prende il nome la speculata famiglia linguistica delle lingue altaiche.

## Geografia

### Morfologia
L'Altaj si estende nella Repubblica dell'Altaj della Russia asiatica, nell'estremità orientale del Kazakistan e nell'estremità settentrionale della regione cinese dello Xinjiang. Una cintura di colline pedemontane settentrionali separa gli Altaj dal bassopiano della Siberia occidentale, mentre a nord-est gli Altaj confinano con i monti Saiani Occidentali (o Zapadnyj). Dal Picco Hùjtėn, che culmina a 4374 m nel punto di confine tra Russia, Mongolia e Cina, si dipartono: l'Altaj della Mongolia (Mongol Altajn Nuruu), che si dirige verso sud-est e successivamente verso est, i monti Sajljugem (verso nord-est) e gli Altaj meridionali (verso ovest). Le propaggini occidentali dell'Altaj mongolo costituiscono parte del confine tra Mongolia e Cina. L'Altaj del Gobi (Govĭ Altajn Nuruu) ha inizio circa 500 km a sud-ovest di Ulan Bator, la capitale della Mongolia, e domina le regioni meridionali del Paese, svettando al di sopra delle distese del Gobi.

### Geologia
L'Altaj si è formato durante il grande sollevamento orogenetico avvenuto tra 500 e 300 milioni di anni fa ed è stato eroso, nel corso delle epoche geologiche, fino a divenire un penepiano (un altopiano dolcemente ondulato con vette generalmente armoniose). Iniziati durante il Quaternario (gli ultimi 2,6 milioni di anni), nuovi sollevamenti crearono magnifiche vette di considerevoli dimensioni. I terremoti sono ancora comuni nella regione lungo una faglia nella crosta terrestre; tra i terremoti più recenti ricordiamo quello avvenuto nei pressi del lago Zajsan nel 1990. La glaciazione del Quaternario ha agito come una gigantesca raspa sulle montagne, dando loro contorni più aspri, e trasformando le valli a forma di V in valli a forma di U; anche l'erosione dei fiumi è stata massiccia e ha impresso il proprio segno sul paesaggio.
Come risultato di queste differenti forze geologiche, le vette più alte dell'Altaj odierno - in particolare i monti del Katun, i Severo-Čujskij (Čujskij Settentrionali) e i Južno-Čujskij (Čujskij meridionali) - svettano a più di 4000 m di altitudine, correndo latitudinalmente nelle zone centrali e meridionali del settore della catena montuosa che ricade entro i confini della Repubblica dell'Altaj. I Tabyn-Bogd-Ola (in mongolo: Tavan Bogd Uul), i Mönh Hayrhan Uul, e altre catene occidentali dell'Altaj della Mongolia raggiungono quote leggermente inferiori. Le vette più elevate sono molto più aspre e rocciose delle loro equivalenti alpine, ma le catene e i massicci dell'Altaj medio, a nord e a ovest, presentano creste di circa 2500 m, i cui contorni più morbidi tradiscono le loro origini a partire da antiche superfici levigate. Le valli sono comunque frastagliate e simili a gole. Le creste sono separate da cavità strutturali (tra le quali ricordiamo i bacini di Čuja, Kuraj, Ujmon e Kansk), riempite da depositi non consolidati che formano paesaggi tipici della steppa. Qua l'altitudine è compresa tra i 500 e i 2000 m sul livello del mare.
Le dislocazioni estreme subite dall'Altaj nel corso delle ere geologiche hanno portato alla formazione di una gran varietà di tipi di rocce, molti dei quali alterati da attività magmatiche e vulcaniche. Vi sono grandi accumuli di sedimenti non consolidati, geologicamente giovani, in numerose depressioni intermontane. Le strutture tettoniche ospitano giacimenti commercialmente sfruttabili di ferro, di alcuni metalli non ferrosi e rari quali mercurio, oro, manganese e tungsteno, e di marmo.

### Clima
Il clima della regione è rigidamente continentale: a causa dell'influenza del grande anticiclone asiatico, un'area di alta pressione, gli inverni sono straordinariamente lunghi e rigidi. Le temperature di gennaio variano tra i −14 °C e i −32 °C nelle depressioni riparate del settore orientale, mentre nelle steppe del Chu le temperature possono spingersi addirittura a −60 °C. Vi sono occasionali aree ricoperte dal permafrost (terreno che presenta una temperatura inferiore al punto di congelamento per due o più mesi) che ricopre grandi distese della Siberia settentrionale. Le temperature di luglio sono calde e persino roventi - nelle ore diurne si possono raggiungere i 24 °C, o addirittura i 40 °C sulle pendici più basse -, ma le estati sono brevi e gelide in gran parte delle zone più elevate. Nel settore occidentale, soprattutto tra i 1 500 e i 2000 m di quota, le precipitazioni sono elevate: circa 500-1000 mm di pioggia, o persino 2000 mm, possono cadere nel corso dell'anno. Questo valore scende a un terzo del totale dirigendosi verso est, e in alcune zone la neve non cade affatto. I ghiacciai ammantano i fianchi delle vette più elevate; in tutto se ne contano circa 1 500, che ricoprono una superficie di circa 650 km².

### Idrografia
L'Altaj propriamente detto e l'Altaj della Mongolia sono intersecati da una rete di fiumi rapidi e turbolenti, alimentati soprattutto dallo scioglimento delle nevi e dalle piogge estive, che talvolta provocano inondazioni in primavera ed estate. Tra i maggiori ricordiamo il Katun, il Buchtarma e il Bija - tutti affluenti dell'Ob. I fiumi dell'Altaj del Gobi sono più brevi, meno profondi e spesso ghiacciati in inverno e in secca in estate. Nella regione sono presenti più di 3 500 laghi, la maggior parte dei quali di origine tettonica o glaciale. Quelli dell'Altaj del Gobi hanno spesso acque estremamente salate.
Tra le cascate più famose vi è la cascata Učar lungo il fiume Čul'ča, una cateratta con un salto complessivo di 160 metri.

### Flora
Sull'Altaj si possono distinguere all'incirca quattro diverse zone di vegetazione: il subdeserto di montagna, la steppa di montagna, la foresta di montagna e la regione alpina. Il primo, che si rinviene sulle pendici inferiori e nelle depressioni dell'Altaj della Mongolia e del Gobi, riflette le elevate temperature estive e le scarse precipitazioni: la flora, piuttosto scarsa, comprende piante xerofile (resistenti alla siccità) e alofile (che tollerano la salinità). La zona delle steppe di montagna si spinge fino a 600 m di quota a nord e a 2000 m di quota a sud e a est. Prati e steppe di erbe miste sono caratterizzate da zolle di erba, specie di piante foraggere e arbusti tipici della steppa. La zona delle foreste di montagna è per lo più caratteristica dell'Altaj propriamente detto; essa ricopre circa i sette decimi del territorio, per lo più nelle regioni montuose medie e inferiori. Le foreste si incontrano fino a 2000 m di quota, ma possono spingersi fino a 2400 m sui versanti più aridi dell'Altaj centrale e orientale. Sono costituite soprattutto da conifere - larici, abeti e pini (compreso il pino siberiano) - ma vi sono inoltre vaste aree ricoperte da foreste secondarie di betulle e pioppi tremuli. La fascia forestale è praticamente inesistente nell'Altaj della Mongolia e del Gobi, ma gruppetti isolati di conifere crescono nelle vallate fluviali. La vegetazione alpina - boscaglie subalpine che fanno spazio prima a prati largamente utilizzati come pascoli estivi e poi a muschi e rocce nude e ghiaccio - si rinviene unicamente sulle creste più elevate.

### Fauna
La vita animale segue la distribuzione della vegetazione. Vari roditori popolano i semideserti di montagna e le steppe, mentre tra gli uccelli figurano aquile, sparvieri e gheppi. Molte specie sono di origine mongola - ad esempio marmotte, gerboa (dei roditori saltanti) e antilopi. Mammiferi siberiani (orsi, linci, moschi e scoiattoli) e uccelli (francolini di monte e picchi) frequentano le foreste di conifere umide. La vita animale alpina comprende stambecchi, leopardi delle nevi e argali.

## Geografia umana
L'Altaj propriamente detto (Repubblica dell'Altaj) è abitato da Russi e popoli che parlano lingue altaiche come i Kazaki. Popoli altaici indigeni (come gli Altai-Kizhi) costituiscono una parte consistente della popolazione della Repubblica dell'Altaj. Loro occupazione generale è l'allevamento del bestiame, nello specifico di bovini, ovini e cavalli, stesso discorso vale per i Kazaki. Anche i Russi in parte si dedicano all'allevamento del bestiame ma per lo più all'agricoltura e all'estrazione mineraria. Grandi miniere e fonderie di minerali non ferrosi (rame, piombo e zinco) sono concentrate sui Rudnyj Altaj («Altai metalliferi») in Kazakistan e nella Repubblica dell'Altaj. Il loro fabbisogno energetico è fornito dalle centrali idroelettriche di Öskemen e Buchtarma. La Repubblica dell'Altaj ha un'industria forestale piuttosto ben sviluppata, e non sono rare industrie per la fabbricazione di oggetti in legno e industrie leggere, comprese industrie alimentari.
L'Altaj della Mongolia e l'Altaj del Gobi sono abitati da Mongoli Khalkha e Kazaki. L'allevamento dei cavalli è praticato in tutta la regione. Nel nord vengono allevati soprattutto bovini e yak, mentre il sud, più arido, è più adatto all'allevamento di pecore, capre e cammelli. I mandriani che vivono nelle regioni meridionali devono compiere lunghi spostamenti, al fine di compensare alla scarsità di acqua e cibo. Questi pastori nomadi erigono abitazioni temporanee dette iurte, o ger - strutture rotonde costituite da teli di feltro e pelli ancorate ad un'intelaiatura di legno - nelle loro aree di destinazione. Le tradizionali abitudini pastorali stanno rapidamente cedendo il passo a uno stile di vita più sedentario.

## Esplorazione

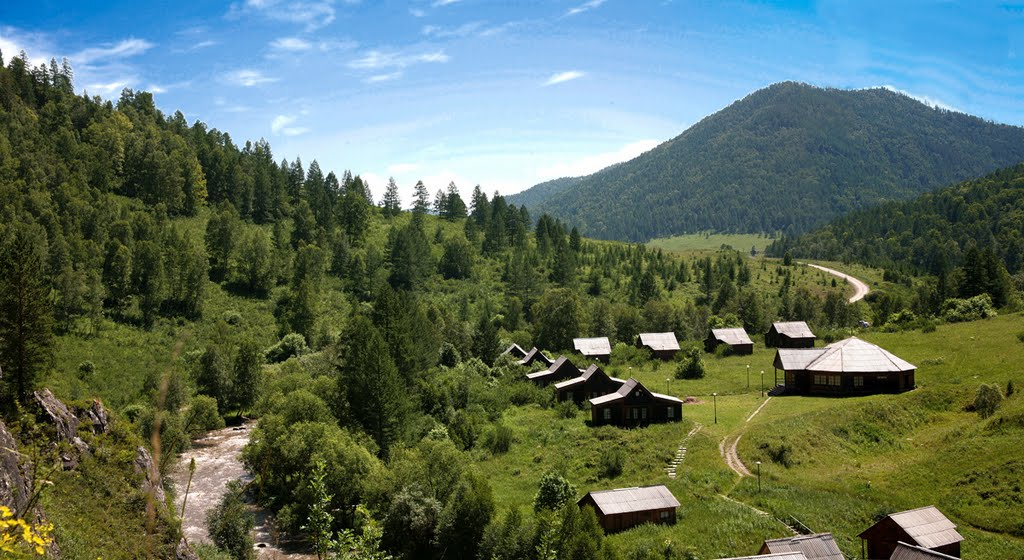
Insediamento nei pressi della Grotta di Denisova

Lo studio scientifico dei monti Altaij risale solamente al XVIII secolo, ma prese slancio dopo la corsa all'oro del 1828. Geologi e geografi russi raccolsero per primi una gran massa di dati. Durante l'epoca sovietica, studi cooperativi del territorio e delle sue risorse vennero intrapresi dall'Accademia delle Scienze dell'URSS e dalla sua controparte mongola, assieme a università, servizi meteorologici e uffici di progettazione di entrambi i paesi. Con il crollo dell'Unione Sovietica, la Mongolia nei primi anni novanta, scienziati occidentali hanno intrapreso una serie di progetti di ricerca sulla geologia, la geomorfologia e la storia naturale della regione. Tutte queste attività hanno portato alla realizzazione di mappe topografiche e geologiche dettagliate, alla scoperta di nuovi ricchi giacimenti minerari, e a una migliore comprensione dei modelli climatici che interessano le risorse idriche e le zone di pascolo. Sull'Altaj è stata inoltre istituita una vasta riserva naturale.
Nel 2008 nella grotta di Denisova, fino ad allora nota per gli aspetti naturalistici, è stato ritrovato il fossile di un ominide, studiato e classificato come appartenente alla nuova specie Homo di Denisova; si è trattato di una rilevante scoperta scientifica che ha aperto l'area, e la regione circostante, alla ricerca archeologica e paleontologica.